# Instituto de Agronomia e Veterinária

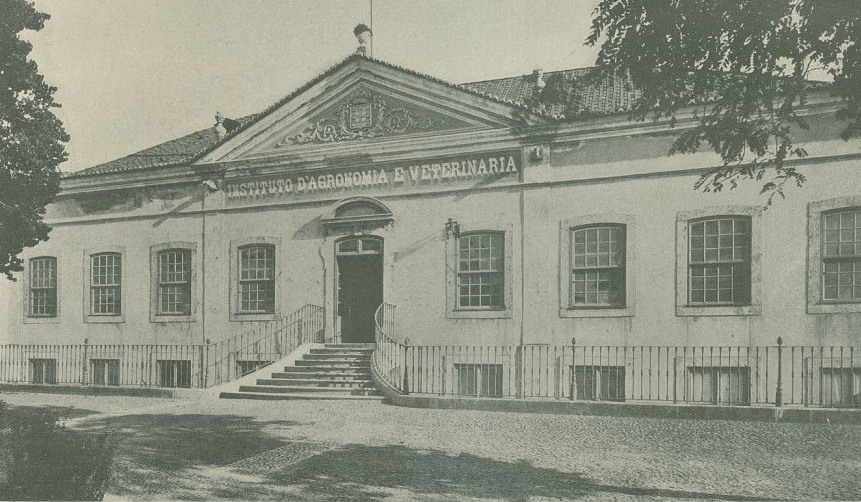
O edifício do Instituto de Agronomia e Veterinária, por volta de 1905

O Instituto de Agronomia e Veterinária foi uma instituição de ensino superior agrário português criado pela reforma do sistema de ensino superior levada a cabo por Emídio Navarro, em 1886. Por essa reforma, o Instituto Geral de Agricultura passou a denominar-se Instituto de Agronomia e Veterinária. Aquela instituição foi antecessora directa dos actuais Instituto Superior de Agronomia e Faculdade de Medicina Veterinária, ambos da Universidade de Lisboa.